# Bundesstraße 68
Die Bundesstraße 68 (Abkürzung: B 68) ist eine deutsche Bundesstraße und verläuft auf zwei Abschnitten von Cloppenburg-Stapelfeld in Niedersachsen über Quakenbrück und Bramsche nach Osnabrück sowie auf einem kürzeren Segment von Paderborn über Lichtenau nach Warburg-Scherfede in Nordrhein-Westfalen.

## Geschichte
Die B 68 ist die Nachfolgerin der Reichsstraße 68, die bereits vor dem Zweiten Weltkrieg zum Netz der deutschen Fernstraßen gehörte.
In Wallenhorst stürzte am 19. November 1966 die im Bau befindliche Brücke der B 68 über die Ruller Straße zusammen. Da gerade Betonierarbeiten stattfanden, wurde der neben der Brücke befindliche Hexenstein unter dem noch flüssigen Beton größtenteils verschüttet. Erst 1997 wurde er wieder freigelegt.
Ursprünglich sollte die B 68 fast vollständig vierspurig ausgebaut bzw. durch eine parallel verlaufende Neubaustrecke ersetzt werden. Noch 1972 wurde die Neubaustrecke „B 68 neu“ genannt. Im Jahr 1972 war geplant, die B 68 vom heutigen Ende der A 33 bei Belm aus am nördlichen Stadtrand von Osnabrück in westlicher Richtung verlaufen zu lassen. Unmittelbar nördlich des heutigen Beginns der Schnellstraße auf dem Gebiet der Stadt Osnabrück sollte die B 68 auf die heutige Trasse der B 68 einmünden und mit der heutigen A 1 ein Autobahnkreuz Osnabrück-Nord bilden.
Die vierspurige 8,3 km lange Umgehungsstraße von Bramsche bis hinter Hesepe wurde zwischen 1973 und 1979 erbaut und in mehreren Abschnitten bis November 1979 freigegeben. Mit der Umgehungsstraße entfiel die Ortsdurchfahrten durch die Stadt Bramsche sowie der Ortslage von Hesepe mit dem Bahnübergang über die Bahnstrecke Oldenburg–Osnabrück.
Seit 1976 gilt im Wesentlichen die heute noch verwendete Nomenklatur der Straßen des Bundes. Seitdem gibt es auch eine „A 33“. Diese sollte von Anfang an die B 68 in den Abschnitten, in denen sie parallel zu der neuen Autobahn verläuft, ersetzen. Dabei war bereits um 1980 der Plan aufgegeben worden, die A 33 eng am nördlichen Stadtrand von Osnabrück entlang verlaufen zu lassen und sie nördlich der A 1 fortzusetzen. Folglich wurde schon bei der Zuteilung der Nummern der Anschlussstellen darauf geachtet, dass an der A 1 für ein Autobahndreieck mit der A 33 eine Nummer frei gelassen wurde.
Die 5,5 Kilometer lange Ortsumgehungsstraße um Bersenbrück wurde im November 2004 fertiggestellt. Die Kreuzung mit der Bundesstraße 214 verlagerte sich daraufhin aus dem Bersenbrücker Ortskern zum westlichen Ortsteil Ahausen. Hier überquert sie mit einer Brücke die Bundesstraße 214 und die Gleise der Ankum-Bersenbrücker Eisenbahn.
Zwischen Wallenhorst und Bramsche wurde die Strecke der Bundesstraße 68 zwischen 2006 und 2009 ausgebaut und neu trassiert. Das Penterknapp, über den die Bundesstraße 68 hier führt, ist ein Teil des westlichen Wiehengebirges südlich von Bramsche. 
Bereits in den 1930er Jahren wurde mit großem Aufwand die Reichsstraße am Penterknapp abgeflacht. Feldbahndampflokomotiven bewegten zwischen 1934 und 1937 große Erdmassen, um den S-förmigen Anstieg abzuflachen und zu begradigen.
Seit der Fertigstellung der autobahnähnlichen Ortsumfahrungen in Wallenhorst und Bramsche blieb ein rund 2,7 km langer Abschnitt am Penterknapp mit einem Fahrstreifen pro Richtung und stellte fast 30 Jahre ein Nadelöhr für den Verkehr dar. 2007 wurde in sieben Monaten ein 16 Meter tiefer und 28 Meter breiter Einschnitt durch den Bergkamm gegraben. Die Erd- und Gesteinsmassen mit einem Volumen von 250.000 m³ wurden für die Anschüttung von Rampen wieder verbaut.
Seit der Neutrassierung führt die B 68 hier durch einen Einschnitt und weist gegenüber vorher nur noch mäßige Steigungen auf. Auch wurde hier die Fahrbahn autobahnähnlich mit je zwei Fahrstreifen plus Standstreifen pro Richtung ausgebaut, sodass zwischen Osnabrück-Haste und Bramsche-Hesepe seitdem eine durchgehende Mehrspurigkeit besteht.

## Aktuelle Situation
Die Fertigstellung der A 33 zwischen Osnabrück-Schinkel und dem Autobahnkreuz Wünnenberg-Haaren hat zur teilweisen Abstufung der B 68 geführt. Zwischen Halle und Paderborn wurde die B 68 komplett zur Landesstraße 756 abgestuft.
Seit Februar 2009 ist die autobahnartig ausgebaute B 68 zwischen Bramsche und Osnabrück durchgehend befahrbar. Durch die Verbreiterung und die Kreuzungsfreiheit wird die Fahrt aus dem Stadtzentrum Osnabrücks bzw. aus den Richtungen Münster und Amsterdam in den Norden des Landkreises Osnabrück und in den Südkreis Cloppenburg erleichtert, zumal inzwischen auch Umgehungsstraßen um Essen (Oldenburg), Quakenbrück, Badbergen und Bersenbrück den Straßenverkehr flüssiger machen.

## Planungen
Als B 68 sollen der Abschnitt im nördlichen Landkreis Osnabrück und im Landkreis Cloppenburg sowie der Abschnitt südöstlich von Paderborn erhalten bleiben.
Im Jahr 2014 ereignete sich auf der B 68 im Stadtgebiet von Osnabrück eine Reihe schwerer, z. T. tödlicher Unfälle zwischen Kraftverkehr und Radfahrern, bzw. Fußgängern. Außerdem werden entlang der Trasse in Osnabrück regelmäßig die Höchstwerte für Feinstaub und Stickoxide überschritten, darüber hinaus herrscht eine hohe Lärmbelastung. Aufgrund dessen hat die Stadt Osnabrück im November 2014 einen Antrag an BMVI und NLStBV gestellt, in welchem sie die Herabstufung der B 68 im Stadtgebiet fordert. Als Alternative für Durchgangsverkehr schlägt die Stadt vor, den Verkehr zwischen der A 1-Anschlussstelle Osnabrück-Nord und der A 30-Anschlussstelle Osnabrück-Nahne über die Autobahnen 1 und 30 zu leiten. Erhofft wird dadurch eine Verringerung des Verkehrsaufkommens (insb. des Schwerlastverkehrs) in der Osnabrücker Innenstadt.
Die NLStBV lehnte den Antrag im Sommer 2015 jedoch mit der Begründung ab, dass die von der Stadt Osnabrück genannte Alternativroute über das Lotter Kreuz schon jetzt überlastet sei und sich die Situation durch eine Herabstufung der B 68 noch verschärfen würde. Möglich werde eine Herabstufung erst mit dem Lückenschluss der A 33 zwischen Belm und der A 1. Durch den geplanten Umbau einer Kreuzung, welcher von der Osnabrücker Stadtverwaltung im November 2015 beschlossen wurde, sollen dort in Zukunft zumindest die tödlichen Unfälle verhindert werden.
Wie im November 2017 bekannt wurde, will die Stadt Osnabrück versuchen, bei den zuständigen Behörden eine Aufteilung der B 68 im Bereich des Osnabrücker Wallrings zu erwirken. Nach dem Konzept soll der Durchgangsverkehr den Wallring nur noch auf der „Innenseite“, also im Uhrzeigersinn befahren. Der östliche Teilring zwischen Hansastraße und Johannisstraße (über Erich-Maria-Remarque-Ring, Goethering, Konrad-Adenauer-Ring, Petersburger Wall) solle deshalb in südlicher Richtung zur Bundesstraße hochgestuft werden. In Kombination mit einem Verbot für den Schwerlastverkehr, den Wallring durch Rechtsabbiegen zu verlassen, sollen gefährliche Situationen zwischen Schwerlastverkehr und Fahrradfahrern bzw. Fußgängern verhindert werden.